# Kanton Auxerre-2
Kanton Auxerre-2 (fr. Canton d'Auxerre-2) je francouzský kanton v departementu Yonne v regionu Burgundsko-Franche-Comté. Tvoří ho šest obce a část města Auxerre. Zřízen byl v roce 2015.

## Obce kantonu
- Auxerre (část)
- Appoigny
- Branches
- Charbuy
- Gurgy
- Monéteau
- Perrigny